# 王卫国 (演员)
王卫国（1955年4月5日—），出生于北京市，中国華策影視旗下演员。中国国家话剧院一级演员。身高180cm。

## 生平
毕业于中央戏剧学院表演系，后进入中国青年艺术剧院（今中国国家话剧院）作演员。

## 作品列表

### 电影作品
- 《火烧阿房宫》　饰 秦始皇
- 《超时空要爱》　饰 关公

### 电视剧作品
- 《书剑恩仇录》 饰 乾隆帝（1994年）
- 《三国演义》 饰 晚年张辽（1995年）
- 《水浒传》饰 卢俊义（1997年）
- 《淮安奇案》饰 赵康（1998年）
- 《保镖之天之骄女》饰 皇帝（1998年）
- 《少年英雄方世玉》饰 严湛（严咏春之父）（1999年）
- 《西游记续集》 饰 玉皇大帝、六牙白象（2000年）
- 《皇朝太医》 饰 明成祖 （2001年）
- 《郑成功》 饰 郑芝龙（2001年）
- 《射雕英雄传》饰 一灯大师（2003年）
- 《宝莲灯》饰 玉皇大帝（2005年）
- 《薛仁贵传奇》 饰 唐太宗（2006年）
- 《神雕侠侣》饰 一灯大师（2006年）
- 《傲剑江湖》饰 包拯（2007年）
- 《碧血剑》饰 李自成（2007年）
- 《宝莲灯前传》饰 玉皇大帝（2009年）
- 《倚天屠龙记》饰 空闻（2009年）
- 《媽祖》饰 玉皇大帝（2012年）
- 《土地公土地婆》饰 城隍爺（2013年）
- 《葉問》饰 朱大帥 （2013年）
- 《仙侠剑》饰 澄观（2015年）

## 获奖
- 第十八届中国戏剧梅花奖[1]